# Leventeper
A később leventepernek elnevezett eljárást 1920 tavaszán folytatták Temesváron a megszálló román hatóságok a Bánság felszabadítására szövetkező kamasz fiatalok ellen.

## Előzmények
Az első világháború után a Bánság helyzete, Románia és Szerbia átfedő területigénye bizonytalan volt. Ebben a helyzetben kiáltotta ki Róth Ottó a Bánáti Köztársaságot (1918. október – 1919. január), amit szerb megszállás, a francia gyarmati hadsereg bevonulása, majd 1919 augusztusától román megszállás követett.
1919 novembere és 1920 januárja között temesvári polgárcsaládok kamasz gyermekei – főként a Temesvári Piarista Gimnázium tizenhét–tizennyolc éves, a cserkészmozgalomban is aktív diákjai – Márton Albert ügyvéd és ifj. Niamessny Mihály vezetésével „honmentő” összeesküvést szerveztek. Terveik szerint titokban fegyvereket szereztek volna, a városban állomásozó román katonaság lefegyverzésére és a tisztek lakásukon való elfogására készültek.

## A per
A megszálló román hatóságok 44 személyt vádoltak meg államellenes összeesküvéssel és felségsértéssel; az eljárás a Tiszti Kaszinó épületében zajlott március–április folyamán. Első fokon a vádlottak közül kettőt (Mischek Ferenc és Schuh József) halálra, hetet sokévi kényszermunkára ítéltek, míg a többieket – főként a fiatalkorúakat – felmentették. Később az ítéleteket némileg enyhítették.
A „leventeper” elnevezést Jakabffy Elemér és Páll György adta 1939-ben; a leventemozgalom ugyanis csak 1921-ben jött létre.

## A művészetekben
- Manaszy Margit: Kis lányok a nagyvilágban (1937, 2. kiadás: 2018)
- Temesy Győző: Élni! Az új magyar fiatalok regénye (1932)[1]